# 票價基礎代碼
票價基礎代碼（英語：fare basis code），經常被稱為票價基礎，通常是一個字母或是字碼數，它被航空公司用於鑒定飛機票的等級，及允許航空公司工作人員和旅行代理找到適用於該種票價的服務條例。雖然現在航空公司可以自行設置屬於他們自己的票價基礎代碼，但還是有部分航空公司選擇使用的舊票價基礎模式。
票價代碼起源於一種叫訂座艙位（用於表明機艙等級）的字母，而这个字母幾乎與你預訂時所取得的字母代碼相匹配。而其他的字母或數字可能在字母代碼後出現。一般來說，票價基礎代碼由3到7個字符組成，但有時候會多達8個。

## 艙位預訂
票價基准代碼的第一個字符通常是一個字母，而這個字母與乘客所預訂的艙位的等級是一樣的。訂票代碼是航空公司收入管理部門用於控制在特定票價水平上可以售出多少座位的符號。譬如說，一架飛機上還剩下有25個經濟艙座位，然後航空公司可能會在他們的預訂系統中以Y7 K5 M4 T6 E3的形式顯示出來，表明還有多少的艙位可以被預訂。其中的一些代碼不能被代理商出售，因為這些代碼可能會留給國際航班、忠誠計劃或者是航空公司的員工。
舱位预订代码原本是由国际航空运输协会（IATA）定义的，后来随着来越来越多的航空公司开始偏离航空运输协会的定义。现在的预订代码都是针对航空公司自己的。即使是相同的代码，在不同的航空公司所签发的机票中所代表的意义是不一样的。许多航空公司几乎使用了所有的字母来更好地管理收益。尽管如此，某些预订代码再还是会在所有航空公司中通用：
| 預訂代碼 | 意思                                                   |
| -------- | ------------------------------------------------------ |
| F        | 全票頭等艙。其中的一些航空公司是會分有頭等艙和商務艙。 |
| J        | 全票商務艙                                             |
| W        | 全票優質經濟艙                                         |
| Y        | 全票經濟艙                                             |

## 其他常見的代碼
票價基礎代碼中其他字母或數字的意思將在下面展示：
| 代碼               | 在票價基礎碼中的位置                           | 意思 |
| ------------------ | ---------------------------------------------- | --- |
| E                  | 第二個字符                                     | 這個代碼通常說明的票的類型是“旅遊票”。這些票中通常會有最高逗留期限和最低逗留期限限制，作用是鼓勵旅遊市場的使用而不是商務客。 |
| 數字符號           | 票價基礎代碼的後半部分                         | 數字通常代表乘客在票價規則內允許逗留在目的地的最長時間。依此可得出YE45是一張經濟艙艙位的機票，持有者會被允許在目的地逗留不超過45天。 |
| H或L               | 除第一個字母以外                               | 淡季和旺季 |
| W或X               | 除第一個字母以外                               | X表示機票僅在工作日有效，而W則表示機票僅在週末有效。另外，特別假期如果與週末重逢則可以用星期五來代替。 |
| OW                 | 僅出現在高價機票中，代碼跟隨在原始預訂代碼後。 | 單程票 |
| RT                 | 僅出現在高價機票中，代碼會跟在原始預訂代碼後。 | 雙程票 |
| 兩個字母的國家代碼 | 通常位於代碼的末尾，除非後跟有"CH"或"IN"       | 票價基礎代碼末尾兩個字母一般代表出發國代碼。而且一般出現在航空公司在兩國之間有直達的國際航線的情況下。例如，一張國際機票由英國飛往澳大利亞，機票代碼一般為YE3MGB而由澳大利亞飛往英國則是YE3MAU。This allows the fare to have similar rules, but may have some variations in change fees or to comply with local trade restrictions. |
| CH                 | 位於最後兩個字符                               | 小童票 (通常允許最大歲數為11歲，但是有時候可以到15歲) |
| IN                 | 位於最後兩個字符                               | 嬰兒票 (通常允許最大歲數為2歲，但是有時候可以到3歲) |

## 特殊航線代碼
在這方面，現代機票可能有無數個列表需要展示。而且特殊代碼沒有標準化設定，並通常都是在短期內使用。所以下方展示的都是比較有代表性的代碼：
- 表示航空公司常用票價名的代碼：例如，一家航空公司在出售他們的“超省”機票時，機票上可能會出現有SPRSVR，以作為特殊的機票代碼，有時航空公司會將其作為整個基礎票價代碼使用。
- 特定公司或組織的票價代碼：例如：一家航空公司可以與XYZ公司議定票價，並將議定好的代碼加入進基礎票價代碼中。這些議定好的票價代碼只有特定的代理商可見，並不會對外公開。
- 專為軍事人員和聯邦政府人員所制定的代碼：這些代碼通常在美國使用，比起一般的票價代碼，它在改簽和退票上的限制會降到最低或者是沒有。
- ID（業內折扣）和AD（代理商折扣）：通常會被用於航空公司員工或者是旅行代理商員工上。通常代碼後會顯示百分比折扣，例如：AD75（75%）。

## 機票適用限制
每一個公開的票價基礎代碼會對應一個特定票價，該票價中規定了坐特定的航班來往於兩個城市，並有明確的使用限制。
這些限制可以被使用，但並不是強制的，例如:
- 特定票價所購買的機票允許或不允許搭乘某些特定的航班
- 機票是單程或雙程票
- 機票可否改簽或退票
- 對中途轉機或停留的限制
- 規定最大或最小停留期限(雙程票適用)
- 機票是否適用不定期客票規則
- 与额外的费用相结合
- 高级别购买限制

机票中的这些限制一般用术语标记，以便被全球分销系统识别验证。

## 票價構建
票價構建指的是那些可以影響預訂航班的價格的規則，而這些規則又是對機票發行及其重要的。
它是一些被旅行代理商用於在全球分銷系統對機票進行定價的普通單線標準化代碼。以下以從香港到加力寧格勒的機票為例子解釋一下：
| HKG         | SU             | X/MOW        | SU             | KGD            | 598.78SCLA       | /-RIX              | SU             | X/MOW        | SU             | HKG      | 371.37ACLA       | NUC 970.15                        | END          | ROE 7.849222 | XT 160G3 120HK 45I5 105RI 33LV 61XM 713YQ |
| 從 香港出發 | 乘坐俄羅斯航空 | 在莫斯科轉機 | 乘坐俄羅斯航空 | 到達加力寧格勒 | SCLA費用為598.78 | 以未知方式到達里加 | 乘坐俄羅斯航空 | 在莫斯科轉機 | 乘坐俄羅斯航空 | 到達香港 | ACLA費用為371.37 | 機票已機票計價單位（NUC）進行計算 | 費用計算完畢 | 匯率         | 機票中所包含的稅費，其他費用和找零        |

票價構建是一個極其複雜的任務，因為每一種費用的應用都會涉及大量的規則，但是這些規則在應用的時候會通過電腦的合法性檢查，以便于系統的確認與拒絕。大多數普通的票價構建能夠由電腦自動完成，但是不能保證能夠購買者能購買到最低的機票。由於上述原因或者自動選票系統產生了一些消費者不想要的一些費用限制的時候。手動費用構建就要進行介入，以幫助消費者找到適宜的機票並將機票費用算進消費者一整個旅程中以購買機票。

## 多種票價基礎
對於包含多部門的機票擁有多種票價基礎很正常，尤其是對運費中包含多於一個航空公司的機票或者是在同一趟旅程中選擇了不同的艙位等級的機票來說。 正在運營中的航線一般都有聯航協議以允許其他的航線包含於機票中。但是這種類的票價系統有一個壞處，就是當對機票中的任何部分進行了更改後，機票中最有限制性的規則或是高額的更改費用將會應用到整張機票中，而不僅僅只影響於更改部分的費用。

## 全球分銷系統
在全球分銷系統裡票價基礎通常作為票價顯示的一部分，而且一般不會被展示在可用性顯示裡面。
在一些現代預訂系統裡會被允許使用一些像日期、最低票價和忽略代理商需先研究票價基礎規則的參數。

## 機票
票價基礎通常會展示在機票上。在舊式的紙質機票上會用高光顏色劃出與航班相關的優惠信息。在現代的電子機票上通常會被打印在航班詳情下面。

## 引用
1. 1 2  . 2007  [19 December 2013]. （原始内容存档于2013-12-19）.
2. ↑  Todd/Ginger, Rice, Susan. . 2005: 244.
3. ↑  . Galileo Travelport. 2009: 9.
4. ↑  . : 12.
5. 1 2  . 2009: 13–16.
6. ↑  . Businesstravel.about.com. 2014-03-03  [2014-04-24]. （原始内容存档于2014-04-12）.